# Božurište
Božurište (búlgaro: Божурище) é uma cidade da Bulgária, localizada no distrito de Sófia. A sua população era de 5,314 habitantes segundo o censo de 2010.

## População
| Božurište | Božurište | Božurište | Božurište | Božurište | Božurište | Božurište | Božurište | Božurište | Božurište | Božurište | Božurište | Božurište | Božurište | Božurište | Božurište | Božurište | Božurište | Božurište | Božurište |
| --- | --------- | --------- | --------- | --------- | --------- | --------- | --------- | --------- | --------- | --------- | --------- | --------- | --------- | --------- | --------- | --------- | --------- | --------- | --------- |
| Ano | 1887      | 1910      | 1934      | 1946      | 1956      | 1965      | 1975      | 1985      | 1992      | 2001      | 2002      | 2003      | 2004      | 2005      | 2006      | 2007      | 2008      | 2009      | 2010      |
| População |           |           |           | …         | …         | …         | …         | …         | 4,724     | 5,182     | 5,184     | 5,243     | 5,205     | 5,189     | 5,193     | 5,248     | 5,250     | 5,287     | 5,314     |
| Fontes: Instituto Nacional de Estatísticas, „citypopulation.de“, „pop-stat.mashke.org“, Bulgarian Academy of Sciences |           |           |           |           |           |           |           |           |           |           |           |           |           |           |           |           |           |           |           |